# Korea Creative Content Agency
La  Korea Creative Content Agency (KOCCA) es una agencia gubernamental surcoreana  que está afiliada al Ministerio de Cultura, Deporte y Turismo y está encargada de controlar el contenido cultural. Como parte de su alianza con el Export-Import Bank of Korea, la agencia provee préstamos a compañías pequeñas que producen productos culturales como programas de televisión, películas, juegos y caricaturas.

## Historia
La Korea Creative Content Agency fue establecida en la década de 1970 con la fusión de varias organizaciones del Gobierno de Corea del Sur como la Korea Broadcasting Institute, la Korean Game Industry Agency y la Culture and Content Agency.
Desde 1986 hasta 2013, la agencia firmó un memorándum de entendimiento con el Instituto King Sejong (una institución apoyada por el estado que enseña coreano) para introducir el contenido hallyu como parte de las clases del idioma coreano.
En 2017 la Korea Creative Content Agency se convirtió en un departamento independiente.

## Organización
La sede de la agencia está localizada en Naju en la Provincia de Jeolla del Sur y su presidente es Kim Young-jun.